# William Vargas
William Andrés Vargas Leon (Guayaquil, 12 giugno 1997) è un calciatore ecuadoriano, difensore del Barcelona SC.

## Caratteristiche tecniche
È un terzino destro.

## Carriera

### Club
Ha giocato nella prima divisione ecuadoriana ed in quella messicana.

### Nazionale
Con la nazionale Under-20 ecuadoriana ha preso parte al campionato sudamericano del 2017, chiuso al secondo posto.

## Palmarès

### Club

#### Competizioni nazionali
- Copa Ecuador: 1

Independiente del Valle: 2022

#### Competizioni internazionali
- Coppa Sudamericana: 1

Independiente del Valle: 2022